# The Emancipation of Mimi
A The Emancipation of Mimi Mariah Carey amerikai énekesnő tizennegyedik albuma és kilencedik stúdióalbuma. 2005. április 4-én (az Amerikai Egyesült Államokban április 12-én) jelent meg. Az album dalaiban számos, a R&B-zal rokon műfaj megjelenik, az 1970-es évekbeli retro-soultól a quiet storm, gospel és más műfajokig. Az album több szempontból is Carey legsikeresebb albuma; ez jelentette számára a nagy visszatérést, miután előző albumai nem arattak akkora sikert, mint amiket karrierje első felében megjelentetett. Az album a Billboard 200 albumslágerlista első helyén nyitott, és az énekesnő minden eddigi albuma közül ebből kelt el a legtöbb a megjelenését követő első héten; az Egyesült Államokban, ahol ez volt 2005 legtöbb példányszámban elkelt albuma, az eladási adatokat tekintve ez Carey második legsikeresebb albuma az 1995-ben kiadott Daydream után. A The Emancipation of Mimi az USA-ban hatszoros platinalemez lett, és elnyerte a legjobb kortárs R&B-albumnak járó Grammy-díjat a 2006-os díjkiosztón; világszerte több mint tízmillió példányban kelt el.
Az albumról több kislemez jelent meg, mint Carey eddigi bármelyik albumáról, köztük a We Belong Together, mely az énekesnő egyik legnagyobb sikere; számos országban vezette a slágerlistát, és egyben segített Careynek megdönteni több rekordot; az album további, szintén nagy sikerű kislemezei közül a legfontosabbak az It’s Like That, a Shake It Off, a csak Európában megjelent Get Your Number, a Say Somethin’ és az album új kiadásán szereplő Don’t Forget About Us. 2020-ban Minden idők 500 legjobb albuma listán 389. helyen szerepelt.

## Felvételek
Carey már a Charmbracelet World Tour idején, 2004 elején elkezdett új dalokat írni. Mivel korábbi mentora, Lyor Cohen, otthagyta az Island/Def Jam kiadót és átment a Warner Bros. Recordshoz, Antonio „L.A.” Reid vette át a helyét. Voltak kritikusok, akik már ebből megjósolták Carey nagy visszatérését, mert Reid már több másik énekes, köztük Pink és Usher karrierjét is egyengette. Voltak, akik Mariah karrierjének végét jósolták, mert két korábbi albuma, a Glitter (2001) és a Charmbracelet (2002) nem volt olyan sikeres, mint a korábbiak.

### Kanye West, a The Neptunes és James „Big Jim” Wright
Az első készülő dalhoz Carey Kanye Westet kéte fel közreműködőnek, akit már évek óta ismert, de még nem dolgoztak együtt, mert a Glitter album '80-as évekbeli hangzása idegen volt West hangzásvilágától, a Charmbracelet készítése közben pedig West nem ért rá. A Stay the Night című dalt olyan dallamra írták, ami a The Stylistics Betcha by Golly Wow! című számából használ fel részletet. Carey a dal írása közben rájött, hogy az eléneklése közben sok hajlításra lesz szükség, nem lesz könnyű előadni, de úgy döntött, meghagyja ilyennek. „Nagy teljesítmény lesz elénekelni, de ez része a dalnak és a hangulatnak, amit kelteni próbálunk vele… amolyan retró, Jackson 5-féle hangulatot ad neki, és ezzel elégedett vagyok.”
Carey már évek óta szeretett volna együtt dolgozni a The Neptunesszal (Chad Hugo és Pharrell Williams), a sikeres producerduóval, akik hagyják ugyan, hogy az előadó együtt írja velük a dalt, de nem engedik, hogy társproducerük is legyen, mert úgy gondolják, az megzavarja a kettejük alkotta harmóniát. Carey némileg vonakodott, hogy tizennégy év óta először lemondjon arról, hogy egy dala társproducere legyen, de végül beleegyezett. Az együttműködésnek két dal lett az eredménye, a Say Somethin’ és a To the Floor. Mikor Carey megtudta, hogy Snoop Dogg rapper (akivel korábban a Crybaby című számon dolgoztak együtt) a szomszéd stúdióban dolgozik, megkérte, hogy rappeljen a Say Somethin’-en. A dalt az első kislemeznek tervezték, és ez volt az első, amit a rajongók hallhattak, végül azonban csak az album hetedik kislemezeként jelent meg; Carey nem akarta, hogy ez jelenjen meg elsőként. Gyakran „nagyon Pharrell”-ként jellemezte a dalt, bár létrejöttét kellemes tapasztalatként élte meg. A másik együtt írt dalban, a To the Floorban Nelly rappel, aki szintén egy közeli stúdióban dolgozott éppen, és átment Careyhez, hogy felvegyék a rapet. A dal volt a második, amit a rajongók hallhattak az albumról, mert Tonight címen kiszivárgott az internetre.
Carey már kilencedik albuma, a Rainbow (1999) óta rendszeresen dolgozott a Flyte Tyme-mal (Jimmy Jam és Terry Lewis). Ezen az albumon is akart velük dolgozni, de mivel nekik nem volt idejük erre, társukat, James „Big Jim” Wrightot küldték, hogy dolgozzon Careyvel. Wright már Jimmy Jammel és Lewisszel együtt korábban is társszerzője és társproducere volt Carey pár számának, de ez volt az első alkalom, hogy nélkülük dolgozott együtt az énekesnővel. Carey és Wright úgy döntöttek, szintetizátorok nélkül fognak dolgozni, hogy kissé retro hangzású, nem túlcsiszoltnak ható dalokat hozzanak létre. Először a Circles című dal készült el, majd az I Wish You Knew, mivel azonban utóbbi Carey érzései szerint túlságosan hasonlított a Circleshöz, úgy vették fel, mintha koncertfelvétel lett volna, közönség háttérzajával, középen egy beszélt résszel, ahol az énekesnő a közönséghez szól, hogy retrós, amolyan Diana Rossos legyen.
A harmadik dal, amin az énekesnő együtt dolgozott Wrighttal, a gospel hangzású Fly Like a Bird volt. A dalhoz Carey felkérte templomának lelkészét, Clarence Keatont, hogy beszéljen benne. A dal spirituális üzenetű, Istenről szól. Ez lett az album legtöbb kiadásának záródala, hogy emelt hangulatban hagyja a hallgatót.

### Scram Jones, James Poyser, The Legendary Trackster és Swizz Beatz
Amikor már pár dal elkészült, Carey meglátogatta a stúdióban N.O.R.E. rappert és nem túl ismert producerét, Scram Jonest. Jones megírta Careyvel a Your Girl című számot, ami részletet használ fel az új-zélandi R&B duó, az Adeaze A Life with You című számából. A Your Girl eredeti változatában N.O.R.E rappelt volna. Carey úgy jellemezte a dalt, hogy „egyike azoknak a boldog, gyors tempójú felvételeknek, de kicsit hiphop is, amolyan Scram Jones-os”, és hozzátette, hogy „a legtöbb énekes barátomnak nagyon tetszik”.
Ahogy Wrighttal, Carey Jonesszal is az R&B gyökereihez kívánt visszanyúlni. James Poyser dalszerző-producerrel addig zongoráztak egymásnak, míg megszületett a Mine Again című felvétel. Carey a dalt az album erőteljes balladájának nevezte, olyannak, amitől megszakad az ember szíve és szeretne újra összekerülni a volt párjával. Miközben a One and Only című dalon dolgozott a The Legendary Traxsterrel, megtudta, hogy a dalt eredetileg Twista rapper használta gyakorláshoz, ezért meghívta Twistát, hogy rappeljen a felvételen. Carey azt mondta a dalról: „természetesen alakult ki ebben a gyorsan éneklő, ritmikus stílusban, mert a ritmus egyszerűen magával ragadott”, és hozzátette: „Úgy örülök, hogy ő Twista is rajta van, mert nagy rajongója vagyok, szerintem lenyűgöző a stílusa.” Swizz Beatz producerrel, akivel korábban a Jay-Z-vel együtt felvett Things That U Do című számon dolgozott együtt Carey, a Secret Love című dalt írták, ami végül csak az album Japánban megjelent változatára és az Európában kiadott Get Your Number kislemezre került fel bónuszdalként.

### Jermaine Dupri, Bryan Michael Cox, Manuel Seal és LRoc
Carey ezután Atlantába repült, hogy régi barátjával, Jermaine Duprival dolgozzon, akivel már többször is dolgozott az elmúlt tíz évben. Dupri először egy olyan dallamot szerzett, ami hasonlított Usher Confessions Part II (2004) című számához, Carey pedig szöveget írt hozzá. Dupri refrénnek az I gotta get away („El kell szabadulnom”) szöveget javasolta, de Carey úgy gondolta, a dallamhoz jobban illik az I gotta shake it off („Le kell, hogy rázzam”) szöveg. A Shake It Off címre keresztelt dal az énekesnő egyik kedvenc dala az albumon.
Carey ezután hallott egy instrumentális számot, melyet Dupri saját készülő albumához írt, és ami az Imagination együttes Just an Illusion című számából használt fel részletet. Dupri megkérte, hogy énekelje el ő is a dalt. Carey először habozott, mert nem akart még egy olyan dalt írni, ami másik dalból használ fel részletet, és úgy érezte, az ő hangjából hiányzik az, ami Dupriéban megvan. Így a dal, a Get Your Number végül egy duett lett, amiben Dupri énekli a refrént, Carey pedig az egyes versszakokat énekli/rappeli. Carey azt mondta a dalról: „Sokan szeretik, mert egészen olyan Fantasy-szerű hangulata van.”
Az album már majdnem készen volt, és a Say Somethin’-t már kiválasztották első kislemeznek, Carey pedig elégedett volt az eredménnyel, de Antonio Reid visszaküldte Atlantába, hogy dolgozzon még. A város éjszakai élete inspirálta az It’s Like That című dalt, ami végül az első kislemez lett. Carey így beszélt a dalról: „Olyan felvételt akartam, ami jó móka, ami a diszkóknak való és azoknak az embereknek, akik készülnek, hogy elmennek táncolni; egy amolyan igazi csak-engedd-el-magad, érezd jól magad dal, amolyan „ez az én éjszakám”-féle.” Az énekesnő kritikákat kapott, amiért a dal alkoholt és droghasználatot említ, de ő azt mondta, az csak a vicc kedvéért került bele. A dal refrénjét („It’s like that y’all”) az It’s Like That című 1984-es Run-D.M.C. számból kölcsönözték, így a dal keveri a régi hiphop-hangzást a modernnel.
Carey egy másik dalt is írt második atlantai útján, a We Belong Togethert, melyet az énekesnő úgy jellemzett, hogy „a One Sweet Day és a Breakdown keveréke”, egy olyan dal, melyet mindenki át tud élni.

### Mahogany, Young Genius és R. Kelly
Carey két dalt írt együtt Mahogany dalszerző-producerrel. Az elsőn, a Sprung címűn robotszerű hangok hallatszanak; ez a dal csak egyes nemzetközi változatokon szerepelt bónuszdalként. A második, a When I Feel It eredetileg az album tizenharmadik száma lett volna, de az utolsó pillanatban Carey kiadója mégsem kapott engedélyt a dalrészletre, amit felhasználtak benne, és már nem volt idő nélküle felvenni a dalt, ezért le kellett hagynaia az albumról. A When I Feel It 2007 júliusában kiszivárgott az internetre.
Careynek ezután el kellett döntenie, melyik dal kerül fel az albumra a When I Feel It helyett. Több szám volt még, amit felvett, de aztán úgy döntött, nem kerül az albumra; közülük a Sprungot és a Secret Love-ot már kiválasztotta bónuszdalnak, ezért a Joy Ride című számra esett a választása. A dal társszerzője és -producere a tizenöt éves Young Genius volt, akivel Carey együtt tudott érezni, mert ő is ugyanennyi idősen kezdett dalokat írni. Az érzéki szerelmes dalt Carey elmondása szerint többen az album szerelmeskedő-dalának hívták.
Carey kapcsolatba lépett R. Kellyvel is, hogy írjanak együtt dalokat, de némi együtt töltött idő után úgy találták, nem tudnak együtt dolgozni, így nem születtek közös dalaik.
Az albumon kevesebb rapper van, mint Carey legutóbbi albumain: csak négy, és közülük is három nagyrészt nem rappel, hanem énekel. Több dalban eredetileg szerepelt volna rapper: a Your Girlben N.O.R.E és a Stay the Nightban Ludacris, végül azonban ezek a dalok rap nélküli változatban kerültek fel az albumra. Carey az albumon többet mellőzi a szintetizátorokat, mint azelőtt; bár korábban már kísérletezett élőben felvett hangszerekkel a Subtle Invitationon (Charmbracelet album, 2002), a Bringin’ On the Heartbreak kislemezváltozatán (2003) és a There Goes My Hearton (Charmbracelet új kiadás, 2003), ez volt az első alkalom, hogy ilyen fontos szerephez jutottak egy stúdióalbumon az így felvett dalok.

## Borító
Careyt már többen kritizálták néhány korábbi albuma borítója miatt (a Rainbow borítóján például alsóneműben látható). A Charmbracelet borítóján csak az arca látható, az alakja nem. A The Emancipation of Mimi borítóján az arany középútra törekedett, igyekezett egyszerre szexisnek és érett felnőttnek mutatkozni, ezért Markus Klinko és Indrani divatfotósokat kérte fel a fényképezéshez, ruháját pedig az As Four New York-i divattervezőcsoport készítette.
Az albumborítón Carey bőre sötétebbnek tűnt, emiatt és a beállítás miatt több rajongónak Beyoncé Knowlest juttatta az eszébe. Ez az énekesnő fülébe jutott, és mivel nem akarta, hogy úgy tűnjön, Knowlest utánozza, az album korlátozott példányszámban másféle borítóval is megjelent, digipak kiadásban. Ehhez ugyanabból a fényképsorozatból választottak borítót, ahonnan az eredeti albomborítót is, de nem teljes alakos képet, és Carey természetes bőrszínével. Ennek a borítója kihajtogatva nem dalszöveges füzet, hanem az eredeti borítót ábrázoló poszter.

## Új kiadás
Az album új kiadását eredetileg DualDisc formátumúnak tervezték, ehelyett azonban sima CD-ként 2005. november 15-én, két változatban; a The Emancipation of Mimi: Platinum Edition című CD-n az eredeti dalok mellett négy bónuszdal található, a The Emancipation of Mimi: Ultra Platinum Edition címűn pedig megtalálhatóak a bónuszdalok, ezen kívül DVD-mellékleten az addig elkészült négy videóklip.
A négy bónuszdal közt három új dal található: Don’t Forget About Us, So Lonely (One & Only Part II), Makin’ It Last All Night (What It Do), valamint a We Belong Together egy remixe, amin Styles P és Jadakiss rappel. A remix korábban megvásárolható volt az iTunes Store-on, de CD-n eddig nem jelent meg.
A Don’t Forget About Us és a Makin’ It Last All Night (What It Do) producere Jermaine Dupri; a So Lonely (One & Only Part II) a One and Only folytatása, szintén duett Twistával, producere Rodney „Darkchild” Jerkins. A So Lonely korábban már megjelent Twista 2005-ben kiadott albumán, a The Day Afteren, de ez az újabb változata egy további versszakot is tartalmaz, melyet Carey írt.
Jermaine Dupri bejelentette, hogy a jótékonysági célú dal, amit a Katrina hurrikán áldozatainak megsegítésére készít, szerepelni fog az albumon; az első jelentések szerint a Shake It Off egy remixe, melyben Jay-Z, Young Jeezy és Juelz Santana is közreműködik, és csak az iTunes Store és Rhapsody zeneletöltő-oldalakon elérhető, szintén rákerült volna a Mimi új kiadására. Nem tudni, végül miért nem kerültek rá. Carey több mint három új számot szeretett volna rárakni az album új kiadására, de a Billboard szabályai szerint az egyes albumok új kiadásain (a remixeket nem számolva) csak három új dal szerepelhet, különben nem az előző album eladási adataihoz számítják hozzá, hanem új albumnak számít.
A DVD-n az album addig megjelent öt videóklipje közül az első négy szerepel (It’s Like That, We Belong Together, Shake It Off és Get Your Number). A Get Your Number videóklipje Észak-Amerikában ekkor jelent meg először. Carey fel akarta tenni rá a Don’t Forget About Us klipjét is, de időbeli korlátok miatt nem sikerült; ehelyett egy weblink került rá, és az interneten érhető el a videóklip, valamint egy exkluzív interjú az énekesnővel.

## Promóció
Carey két korábbi albumának, a Glitternek (2001) és a Charmbraceletnek (2002) viszonylagos sikertelenségét a nem megfelelő promóciónak tulajdonították. Ezért az énekesnő új személyi menedzsert szerződtetett, Benny Medinát és új publicistát vett fel, Marvet Brittót. A The Emancipation of Mimi reklámkampánya igyekezett kíváncsiságot ébreszteni az album címét („Mimi emancipációja”) illetőleg. Carey azt nyilatkozta, az emancipáció a címben arra utal, hogy végleg felszabadult volt férje, Tommy Mottola hatalma alól, és már beszélhet is róla részletesen (válásuk után egy pár évig még nem beszélhetett a kapcsolatukról); a Mimi pedig a beceneve, amit mindeddig csak pár közeli barát és hozzátartozó ismert. Az album címével azt akarta kifejezni, „ami művészként vagyok… Ez a szórakoztató rész, az igazi én, nem pedig az imázs és mindaz, ami azzal jár, hogy én vagyok Mariah Carey”. A The Wendy Williams Experience rádióműsorban egykori legjobb barátja, Brenda K. Starr azt mondta, hogy a Mimi nem is volt Mariah beceneve, és hogy Careyt üres pózolók veszik körül.
Az album reklámhadjárata Európában indult. Carey számos tévéműsorban előadta az It’s Like Thatet, köztük a brit Top of the Popsban. Ezután Japánba ment, és szerepelt a Music Station és az MTV csatornák műsorain, valamint fellépett a MTV Video Music Awards Japan díjkiosztón. Később több amerikai tévé- és rádióműsorban is fellépett (The Oprah Winfrey Show, The Wendy Williams Experience). Közvetlenül a megjelenés előtti időben felgyorsultak az események. Carey fellépett a VH1 Save the Music koncertjén és adott egy minikoncertet a Good Morning America tévéműsorban; a felvétel kedvéért a New York-i Times Square egy részét lezárták. Szerepelt a The Ellen DeGeneres Showban és a The Tonight Show with Jay Leno műsorban is, annak ellenére, hogy korábban megfogadta, nem megy Leno műsorába, mert a műsorvezető érzéketlenül bánt vele, amikor az énekesnő karrierjében és magánéletében válság állt be. 2005. július 2-án fellépett a brit Live 8 műsorban; ezután még többen vették meg az albumot és a We Belong Together kislemezt. Az énekesnő lemondta további brit fellépéseit, mert a We Belong Together nem lett listavezető az országban, ezért azonban később elnézést kért.

## Fogadtatása
A The Emancipation of Mimi az elmúlt évek legsikeresebb Carey-albuma lett. A Billboard 2005-ös Critics’ & Artists’ Choice listáján a 9. helyre került. Az Amazon.com Top 100 Editor’s Picks of 2005 listáján a 61. helyre sorolták, a Rolling Stone magazin az év végi, legjobb albumokat felsoroló listáján a 43. helyre sorolta.

### Grammy-díjak
Az albumot és egyes dalait összesen tíz kategóriában jelölték Grammy-díjra; többen, mint eddig bármelyik Carey-albumot. Ebből nyolc jelölést a 2006-os díjkiosztón kapott; többet, mint eddig bármelyik évben: az év albuma; a legjobb R&B-album; az év felvétele (We Belong Together); az év dala (We Belong Together); a legjobb, női énekes által előadott dal (It’s Like That); a legjobb, női énekes által előadott R&B-dal (We Belong Together); a legjobb hagyományos R&B-előadás (Mine Again); a legjobb R&B-dal (We Belong Together). Három kategóriában nyert (legjobb kortárs R&B-album, legjobb, női énekes által előadott dal, legjobb R&B-dal).
A 2007-es díjkiosztón az album új kiadásán szereplő Don’t Forget About Us kapott két jelölést: a legjobb R&B-dal és a legjobb, női énekes által előadott R&B-dal kategóriában; mindkettőt Mary J. Blige Be Without You című száma nyerte.

## Slágerlistás helyezések
A megjelenését követő első héten a The Emancipation of Mimiből 404 000 példány kelt el az Egyesült Államokban, több, mint addig bármelyik Mariah Carey-albumból. A Billboard 200 albumslágerlista első helyén nyitott, ezzel ez lett Carey ötödik listavezető albuma és a harmadik, ami a lista első helyén nyitott. Az album huszonkét hétig maradt a Top 5-ben, és egy héthetes szünet után másodjára is felkerült az első helyre. Harmincöt hétig maradt a Top 20-ban, majd az Ultra Platinum Edition megjelenésével ismét visszatért a Top 5-be, és az egy hét alatt eladott 185 000 példánnyal a 4. helyre került A Billboard magazine's R&B/Hip-Hop Albums listáját öt hétig vezette.
2005-ben az USA-ban ebből az albumból kelt el a legtöbb: csaknem ötmillió. Az év utolsó teljes hetében több kelt el belőle, mint 50 Cent The Massacre című albumából, ami hat héttel a The Emancipation of Mimi előtt jelent meg. Női szólóénekestől Alanis Morissette Jagged Little Pill című, 1996-os albuma óta ez volt az első olyan album, ami egy adott év legtöbb példányszámban eladott albuma lett.
Az USA-ban ez Carey legsikeresebb albuma az 1995-ben megjelent Daydream óta, amiből tízmillió példány kelt el és gyémántlemez lett; jelenleg az énekesnő albumai közül a negyedik helyen áll az Egyesült Államokban elkelt példányszám tekintetében a Daydream (1995), a Music Box (1993) és a Mariah Carey (1990) albumok után. A Billboard szerint 2007 májusáig 5.8 millió példány kelt el az albumból.
A The Emancipation of Mimi Kanadában a slágerlista 2. helyére került, több mint 200 000 eladott példánnyal kétszeres platinalemez lett A megjelenését követő nyolcadik hónapban az albumból Európában több mint egymillió kelt el, így az IFPI-től platinalemez minősítést kapott 2005 végén az IFPI azt jelentette, hogy az albumból világszerte 7.7 millió példány kelt el, így eladott példányszám tekintetében abban az évben csak a Coldplay X&Y című albuma előzte meg. Az albumból 2006 augusztusáig tízmilliót szállítottak szét az üzletekbe az Island Records adatai szerint

## Kislemezek
- It’s Like That (2005)
- We Belong Together (2005)
- Shake It Off (2005)
- Get Your Number (2005)
- Don’t Forget About Us (2005; csak az új kiadáson szerepel)
- So Lonely (2006; csak az új kiadáson szerepel)
- Say Somethin’ (2006)
- Fly Like a Bird (2006)
- Mine Again (2006)

Az album első kislemeze, az It’s Like That a tizenhatodik helyre került a Billboard Hot 100-on, és számos országban a Top 20-ba került; nagyobb sikert aratott, mint Carey előző két albumának legtöbb kislemeze. Az album második kislemeze, a We Belong Together 2005 legsikeresebb dala és az énekesnő karrierjének egyik csúcspontja volt; a Billboard Hot 100 slágerlistát tizennégy héten át vezette, és több országban a Top 5-be került. Ez lett az énekesnő 16. listavezető száma a Hot 100-on.
A harmadik kislemez a Shake It Off lett, ami a Billboard Hot 100 második helyéig jutott 2005 augusztusában – az első helytől a még mindig ott található We Belong Together tartotta vissza. Ezzel Carey az első és egyetlen női előadó, akinek egyszerre sikerült elfoglalni a Hot 100 első két helyét Az Egyesült Királyságban és Ausztráliában a Shake It Off dupla A-oldalas kislemezként jelent meg a Get Your Numberrel, és a Top 10-be került; a kontinentális Európában a Get Your Number külön kislemezként jelent meg. Az Egyesült Államokban a negyedik, Európában az ötödik kislemezként jelent meg az albumnak csak a Platinum Edition változatán szereplő Don’t Forget About Us, ami a We Belong Togetherhez hasonló lassú, szomorú szerelmes dal, és elődjéhez hasonlóan ez is listavezető lett a Billboard Hot 100-on. Ezzel, a 17. listavezető dallal Carey holtversenybe került Elvis Presleyvel mint a legtöbb Billboard-listavezető számmal rendelkező szólóénekes.
A következő kislemez az eredetileg az első kislemeznek szánt Say Somethin’ lett 2006 áprilisában; ugyanebben a hónapban jelent meg a Fly Like a Bird is kislemezen. a Say Somethin’-t a Top 40/rhythmic rádióknak küldték el, és kisebb sikert aratott a korábbi kislemezeknél, csak a 79. helyig jutott a slágerlistán; a Fly Like a Bird, amit az R&B-rádióknak küldtek el, nem került fel a Hot 100-ra, de a 19. helyig jutott a Hot R&B/Hip-Hop Songs slágerlistán.
A Mine Againt nem jelentették meg kislemezen az USA-ban, de a rádiók játszották, és a 73. helyig jutott a Billboard' Hot R&B/Hip-Hop Singles & Tracks slágerlistáján, Japánban pedig mind az ott nem nagyon reklámozott Say Somethin’-t, mind a kislemezen meg sem jelentetett Stay the Nightot játszották a rádiók. Az AllAccess.com szerint a Mine Again promóciós kislemezét 2006 augusztusában küldték el a rádióknak, az albumról az USA-ban megjelentetett hetedik, utolsó kislemezként. A csak a Platinum Editionön szereplő dalok közül egy másik, a So Lonely is megjelent kislemezen 2006 elején, a Hot 100-ra nem került fel, de a Hot R&B/Hip-Hop Songs slágerlistára igen, a 65. helyig jutott fel.

## Dalok
| #                                     | Cím                                                    | Szerzők | Hossz |
| ------------------------------------- | ------------------------------------------------------ | --- | ----- |
| 1.                                    | It’s Like That                                         | Mariah Carey, Jermaine Dupri, Manuel Seal, Johnta Austin                                                         | 3:23  |
| 2.                                    | We Belong Together                                     | Carey, Dupri, Seal, Austin, Darnell Bristol, Babyface, Sidney DeWayne, Bobby Womack, Patrick Moten, Sandra Sully | 3:21  |
| 3.                                    | Shake It Off                                           | Carey, Dupri, Bryan Michael Cox, Austin                                                                          | 3:52  |
| 4.                                    | Mine Again                                             | Carey, James Poyser                                                                                              | 4:01  |
| 5.                                    | Say Somethin’ (feat. Snoop Dogg)                       | Carey, Pharrell Williams, Chad Hugo, Calvin „Snoop Dogg” Broadus                                                 | 3:44  |
| 6.                                    | Stay the Night                                         | Carey, Kanye West, Thom Bell, Linda Creed                                                                        | 3:57  |
| 7.                                    | Get Your Number (feat. Jermaine Dupri)                 | Carey, Dupri, John Phillips, Cox, Austin, Leslie John, Steve Jolley, Tony Swain                                  | 3:15  |
| 8.                                    | One and Only (feat. Twista)                            | Samuel Lindey, Carl „Twista” Mitchell                                                                            | 3:14  |
| 9.                                    | Circles                                                | Carey, James Wright                                                                                              | 3:30  |
| 10.                                   | Your Girl                                              | Carey, Marc Shemer                                                                                               | 2:46  |
| 11.                                   | I Wish You Knew                                        | Carey, Wright | 3:34  |
| 12.                                   | To the Floor (feat. Nelly)                             | Carey, Williams, Hugo, Cornell „Nelly” Haynes                                                                    | 3:27  |
| 13.                                   | Joy Ride                                               | Carey, Jeffery Grier                                                                                             | 4:03  |
| 14.                                   | Fly Like a Bird                                        | Carey, Wright | 3:53  |
| Ultra Platinum Deluxe Edition         |                                                        | |       |
| 15.                                   | Don’t Forget About Us                                  | Austin, Carey, Cox, Dupri                                                                                        | 3:53  |
| 16.                                   | Makin’ It Last All Night (What It Do)                  | Jarod Alston, Austin, Carey, Cox, D. DeGrate, Dupri                                                              | 3:51  |
| 17.                                   | So Lonely (One & Only, Pt. 2) (feat. Twista)           | Carey, L. Daniels, Rodney Jerkins, Makeba Riddick, Adonis Shopshire, Carl „Twista” Mitchell                      | 3:53  |
| 18.                                   | We Belong Together (Remix feat. Jadakiss and Styles P) | | 4:28  |
| Japán bónuszdal                       |                                                        | |       |
| 15.                                   | Sprung                                                 | Mahogany | 3:26  |
| 16.                                   | Secret Love                                            | Carey, Imsomie Leeper, Gloria Jones, Pamela Sawyer                                                               | 3:09  |
| Ultra Platinum Deluxe Edition – Japán |                                                        | |       |
| 17.                                   | Don’t Forget About Us                                  | Austin, Carey, Cox, Dupri                                                                                        | 3:53  |
| 18.                                   | Makin’ It Last All Night (What It Do)                  | Jarod Alston, Austin, Carey, Cox, D. DeGrate, Dupri                                                              | 3:51  |
| 19.                                   | So Lonely (One & Only, Pt. 2) (feat. Twista)           | Carey, L. Daniels, Rodney Jerkins, Makeba Riddick, Adonis Shopshire, Carl „Twista” Mitchell                      | 3:53  |
| 20.                                   | We Belong Together (Remix feat. Jadakiss and Styles P) | | 4:28  |
| Ultra Platinum Deluxe Edition – DVD   |                                                        | |       |
| 1.                                    | It’s Like That (videóklip)                             | Brett Ratner (rendező)                                                                                           |       |
| 2.                                    | We Belong Together (videóklip)                         | Brett Ratner (rendező)                                                                                           |       |
| 3.                                    | Shake It Off (videóklip)                               | Jake Nava (rendező)                                                                                              |       |
| 4.                                    | Get Your Number (videóklip)                            | Jake Nava (rendező)                                                                                              |       |

## Slágerlistás helyezések
| Ország             | Slágerlista   | Legfelső hely | Minősítés  | Elkelt példány- szám |
| ------------------ | ------------- | ------------- | ---------- | -------------------- |
| Világszerte        |               |               |            | 10 000               |
| USA                | Billboard 200 | 1             | 6× platina | 5 808 000            |
| Európa             | IFPI          | 4             | 2× platina | 2 000                |
| Ausztrália         | ARIA          | 6             | Platina    | 70 000               |
| Ausztria           |               | 19            |            |                      |
| Belgium            |               | 31            |            |                      |
| Brazília           | ABPD          |               | 3× platina | 350 000              |
| Dél-Korea          | RIAK          |               | Platina    | 30 000               |
| Egyesült Királyság | BPI           | 7             | 2× platina | 600 000              |
| Franciaország      | SNEP          | 4             | Arany      | 200 000              |
| Fülöp-szigetek     | PRIMA         |               | 3× platina | 90 000               |

| Ország      | Slágerlista    | Legfelső hely | Minősítés  | Elkelt példány- szám |
| ----------- | -------------- | ------------- | ---------- | -------------------- |
| Hongkong    | IFPI Hong Kong |               | 2× platina | 40 000               |
| Japán       | RIAJ           | 2             | Platina    | 300 000              |
| Kanada      | CRIA           | 2             | 2× platina | 200 000              |
| Malajzia    | RIM            |               | Platina    | 25 000               |
| Németország | Media Control  | 14            | Arany      | 100 000              |
| Olaszország | FIMI           | 15            | Arany      | 40 000               |
| Portugália  |                | 11            |            |                      |
| Szingapúr   | RIAS           |               | Platina    | 15 000               |
| Tajvan      | IFPI Taiwan    |               | Platina    | 20 000               |
| Thaiföld    | TECA           |               | Platina    | 40 000               |
| Új-Zéland   | RIANZ          | 12            | Platina    | 15 000               |

## Lásd még
- 2005 a zenében

## Fordítás
- Ez a szócikk részben vagy egészben  a   The Emancipation of Mimi című angol Wikipédia-szócikk ezen változatának fordításán alapul.  Az eredeti cikk szerkesztőit annak laptörténete sorolja fel. Ez a jelzés csupán a megfogalmazás eredetét és a szerzői jogokat jelzi, nem szolgál a cikkben szereplő információk forrásmegjelöléseként.